# Třída Fogas
Třída Fogas byla třída dvou říčních hlídkových lodí (Patrouillenboote) rakousko-uherského námořnictva. Skládala se z jednotek Fogas a Csuka postavených v budapešťské loděnici Ganz & Danubius a zařazených do služby v prosinci 1915 a v březnu 1916. Jejich hlavním určením měl být doprovod větších rakousko-uherských monitorů a průzkum na Dunaji a jeho přítocích, ale v létě 1918 působily i jako minolovky na Černém moři. Obě jednotky se zúčastnily bojů první světové války a Fogas roku 1919 zasáhl i do bojů na Slovensku. Roku 1920 byly rozděleny mezi Rakousko a Maďarsko. Rakušané ale roku 1927 prodali Fogas Maďarsku, kde obě jednotky sloužily pod jmény Gödöllő (ex Fogas) a Siófok (ex Csuka). Roku 1929 byl Siófok předán Rakousku, kde sloužil pod jménem Birago a po anšlusu jej získala Kriegsmarine.

## Pozadí vzniku a konstrukce
Na počátku druhého desetiletí 20. století disponovala rakousko-uherská dunajská flotila (Donauflottille) celkem osmi malými nepancéřovanými říčními hlídkovými čluny (označenými písmeny a až h) o výtlaku 12 až 39 tun, které byly vyzbrojeny kulomety (v případě člunů f až h navíc 37mm kartáčovnicí). Tyto čluny byly většinou postaveny v prvním desetiletí 20. století (člun a pamatoval ještě 19. století) a od roku 1912 začaly být postupně vyřazovány. Jejich nástupci měly být větší, lehce pancéřované a silněji vyzbrojené.
Třída Fogas byla první dvojicí plavidel, která měla nahradit staré čluny. Při konstrukčním výtlaku 60 tun a celkové délce 36,0 metrů nesly hlídkové lodě na přídi jeden 66mm kanón Škoda s délkou hlavně 26 ráží (t.j. 1716 mm) v uzavřené dělové věži. Výzbroj doplňovaly 8mm kulomety Schwarzlose M7/12 – Pawlik & spol. uvádí, že Fogas nesl dva kulomety a Csuka jeden. Podle Tvrdého ale i Csuka nesla dva. Nad jednoduchým můstkem se nacházel stěžeň se strážním košem a světlometem. Páru pro parní stroje generovaly dva naftové kotle Yarrow a jejich zplodiny odváděl jeden společný komín na vyvýšené středolodní nástavbě za můstkem. Za komínem bylo na nástavbě vyústění větrání strojovny a prostor pro pramici. Dále k zádi byla zadní kormidelna a sklopný zadní stěžeň.
Ještě než byly obě jednotky třídy Fogas spuštěny na vodu, byla zahájena stavba ještě větších jednotek následující třídy Wels…

## Jednotky třídyFogas
Obě jednotky postavila loděnice Ganz & Danubius v Budapešti. Budoucí Fogas byla dokončena jako S.M. Patrouillenboot i a teprve v roce 1916 přejmenována na Fogas. Jako S.M. Patrouillenboot k stavěná Csuka byla přijata do služby již rovnou pod novým jménem.
| Jméno     | Označení během stavby | Položení kýlu  | Spuštění       | Přijetí do služby | Osud |
| --------- | --------------------- | -------------- | -------------- | ----------------- | --- |
| SMS Fogas | i                     | 1915           | 1915           | 6. prosince 1915  | 13. listopadu 1916 se zúčastnila útoku na rumunský přístav Giurgiu 23. listopadu 1916 se podílela na krytí von Mackensenova překročení Dunaje u Svištova (obština Svištov) 27. června 1918 přeložena do Suliny (Tulcea), aby působila jako minolovka na Černém moři od 25. května 1919 byla během bojů na Slovensku nasazena v rámci flotily Maďarské republiky rad proti Československé armádě v úseku Ostřihom–Komárno 30. května 1919 podporovala přechod maďarské 1. brigády přes Hron a následný útok na Kamenici nad Hronom (Nové Zámky) noc z 31. května na 1. června 1919 – spolu s monitorem Szamos se probojovala proti proudu Dunaje k mostu v Párkány. Ve dne se podílela na ostřelování města a československých pozic u obce Nána severně od Párkány. 24. června 1919 se přidala k protikunovskému povstání Józsefa Haubricha a odplula do Baja, kde se 25. června vzdala britsko-jugoslávské dunajské flotile. Následně internována v Novém Sadu 15. dubna 1920 předána Rakousku 6. října 1927 prodána Maďarsku a přejmenována na Gödöllő 1935 vyřazena z aktivní služby do rezervy 1941 reaktivována 20. září 1944 potopena sovětským letectvem v doku Ganz & Danubius v Újpesti po 1945: vyzvednuta a sešrotována |
| SMS Csuka | k                     | 15. srpna 1914 | 26. srpna 1915 | 1. března 1916    | 28. srpna 1916 se zúčastnila ostřelování rumunského přístavu Giurgiu 29. září 1916 se zúčastnila útoku na rumunský přístav Corabia 1. a 2. listopadu 1916 se zúčastnila útoku na rumunský ostrov Dinu u Giurgiu 9. až 13. listopadu 1916 se zúčastnila útoku na rumunský přístav Giurgiu 23. listopadu 1916 se podílela na krytí překročení Dunaje u Svištova červen 1917: hlídkovala v prostoru rumunského Brăila 27. června 1918 přeložena do Suliny, aby působila jako minolovka na Černém moři 12. července 1918 odplula zpátky do Brăila a 1. října byla v bulharském Lomu 24. června 1919 se přidala k protikunovskému povstání Józsefa Haubricha a odplula do Baja, kde se 25. června vzdala britsko-jugoslávské dunajské flotile. Následně internována v Novém Sadu 1920 předána Maďarsku a přejmenována na Siófok 24. července 1929 prodána Rakousku (výměnou za Barsch) a přejmenována na Birago říjen 1930: nasazena proti pašerákům u Hainburgu 14. a 15. února 1934 se zúčastnila potlačení nepokojů ve Vídni 23. března 1938 převzata Kriegsmarine říjen 1939: vyřazena a sešrotována |